# 1. HNL 2025/26
Die 1. HNL 2025/26 wird die 35. Spielzeit der höchsten kroatischen Spielklasse im Fußball der Männer. Insgesamt sollen 180 Ligaspiele absolviert werden.
Die Saison soll am 1. August 2025 mit dem Spiel zwischen dem NK Osijek und dem kroatischen Rekordmeister Dinamo Zagreb eröffnet werden. Nach dem vom 19. bis 21. Dezember stattfindenden 18. Spieltag wird die Liga in die Winterpause gehen. Der kroatische Fußballverband veröffentlichte am 17. Juni 2025 den vorzeitigen Spielplan für die Saison bis zur Winterpause.
Der Titelverteidiger ist der HNK Rijeka.

## Teilnehmer
Für die 1. HNL 2025/26 qualifizierten sich folgende 10 Mannschaften:
- die 9 besten Mannschaften der 1. HNL 2024/25:
  -  HNK Rijeka (M, P)
  -  Dinamo Zagreb
  -  Hajduk Split
  -  NK Varaždin
  -  NK Slaven Belupo Koprivnica
  -  NK Istra 1961
  -  NK Osijek
  -  NK Lokomotiva Zagreb
  -  HNK Gorica

- der Meister der 1. NL 2024/25:
  -  HNK Vukovar 1991

## Statistiken

### Tabelle
| Pl.                     | Verein                      | Sp. | S | U | N | Tore    | Diff. | Punkte |
| ----------------------- | --------------------------- | --- | - | - | - | ------- | ----- | ------ |
| 1.                      | HNK Rijeka (M, P)           | 0   | 0 | 0 | 0 | 000:000 | ±0    | 0      |
| 2.                      | Dinamo Zagreb               | 0   | 0 | 0 | 0 | 000:000 | ±0    | 0      |
| 3.                      | Hajduk Split                | 0   | 0 | 0 | 0 | 000:000 | ±0    | 0      |
| 4.                      | NK Varaždin                 | 0   | 0 | 0 | 0 | 000:000 | ±0    | 0      |
| 5.                      | NK Slaven Belupo Koprivnica | 0   | 0 | 0 | 0 | 000:000 | ±0    | 0      |
| 6.                      | NK Istra 1961               | 0   | 0 | 0 | 0 | 000:000 | ±0    | 0      |
| 7.                      | NK Osijek                   | 0   | 0 | 0 | 0 | 000:000 | ±0    | 0      |
| 8.                      | Lokomotiva Zagreb           | 0   | 0 | 0 | 0 | 000:000 | ±0    | 0      |
| 9.                      | HNK Gorica                  | 0   | 0 | 0 | 0 | 000:000 | ±0    | 0      |
| 10.                     | HNK Vukovar 1991 (N)        | 0   | 0 | 0 | 0 | 000:000 | ±0    | 0      |
| Stand: vor Saisonbeginn |                             |     |   |   |   |         |       |        |

| (M) | Meister des Vorjahres            |
| (P) | Pokalsieger des Vorjahres        |
| (N) | Aufsteiger aus der 1. NL 2024/25 |

## Kreuztabelle
Die Kreuztabelle stellt die Ergebnisse aller Spiele dieser Saison dar. Die Heimmannschaft ist in der mittleren Spalte aufgelistet und die Gastmannschaft in der obersten Reihe. Die Ergebnisse sind immer aus Sicht der Heimmannschaft angegeben.
| Spieltage 1 – 18        | Spieltage 1 – 18 | Spieltage 1 – 18 | Spieltage 1 – 18 | Spieltage 1 – 18         | Spieltage 1 – 18 | Spieltage 1 – 18 | Spieltage 1 – 18     | Spieltage 1 – 18 | Spieltage 1 – 18 | 2025/26                     | Spieltage 19 – 36 | Spieltage 19 – 36 | Spieltage 19 – 36 | Spieltage 19 – 36 | Spieltage 19 – 36        | Spieltage 19 – 36 | Spieltage 19 – 36 | Spieltage 19 – 36 | Spieltage 19 – 36 | Spieltage 19 – 36 |
| HNK Rijeka              | Dinamo Zagreb    | Hajduk Split     | NK Varaždin      | Slaven Belupo Koprivnica | NK Istra 1961    | NK Osijek        | NK Lokomotiva Zagreb | HNK Gorica       | HNK Vukovar 1991 | Verein                      | HNK Rijeka        | Dinamo Zagreb     | Hajduk Split      | NK Varaždin       | Slaven Belupo Koprivnica | NK Istra 1961     | NK Osijek         | Lokomotiva Zagreb | HNK Gorica        | HNK Vukovar 1991  |
| ----------------------- | ---------------- | ---------------- | ---------------- | ------------------------ | ---------------- | ---------------- | -------------------- | ---------------- | ---------------- | --------------------------- | ----------------- | ----------------- | ----------------- | ----------------- | ------------------------ | ----------------- | ----------------- | ----------------- | ----------------- | ----------------- |
| •                       | :                | :                | :                | :                        | :                | :                | :                    | :                | :                | HNK Rijeka                  | •                 | :                 | :                 | :                 | :                        | :                 | :                 | :                 | :                 | :                 |
| :                       | •                | :                | :                | :                        | :                | :                | :                    | :                | :                | GNK Dinamo Zagreb           | :                 | •                 | :                 | :                 | :                        | :                 | :                 | :                 | :                 | :                 |
| :                       | :                | •                | :                | :                        | :                | :                | :                    | :                | :                | HNK Hajduk Split            | :                 | :                 | •                 | :                 | :                        | :                 | :                 | :                 | :                 | :                 |
| :                       | :                | :                | •                | :                        | :                | :                | :                    | :                | :                | NK Varaždin                 | :                 | :                 | :                 | •                 | :                        | :                 | :                 | :                 | :                 | :                 |
| :                       | :                | :                | :                | •                        | :                | :                | :                    | :                | :                | NK Slaven Belupo Koprivnica | :                 | :                 | :                 | :                 | •                        | :                 | :                 | :                 | :                 | :                 |
| :                       | :                | :                | :                | :                        | •                | :                | :                    | :                | :                | NK Istra 1961               | :                 | :                 | :                 | :                 | :                        | •                 | :                 | :                 | :                 | :                 |
| :                       | :                | :                | :                | :                        | :                | •                | :                    | :                | :                | NK Osijek                   | :                 | :                 | :                 | :                 | :                        | :                 | •                 | :                 | :                 | :                 |
| :                       | :                | :                | :                | :                        | :                | :                | •                    | :                | :                | NK Lokomotiva Zagreb        | :                 | :                 | :                 | :                 | :                        | :                 | :                 | •                 | :                 | :                 |
| :                       | :                | :                | :                | :                        | :                | :                | :                    | •                | :                | HNK Gorica                  | :                 | :                 | :                 | :                 | :                        | :                 | :                 | :                 | •                 | :                 |
| :                       | :                | :                | :                | :                        | :                | :                | :                    | :                | •                | HNK Vukovar 1991            | :                 | :                 | :                 | :                 | :                        | :                 | :                 | :                 | :                 | •                 |
| Stand: vor Saisonbeginn |                  |                  |                  |                          |                  |                  |                      |                  |                  |                             |                   |                   |                   |                   |                          |                   |                   |                   |                   |                   |

## Cheftrainer
Die Tabelle listet alle Cheftrainer auf, die zu Beginn der Saison ihre jeweilige Mannschaft verantworten. Interimstrainer sind unter den Trainerwechseln berücksichtigt, sofern sie ein Spiel absolvierten. Die Vereine sind nach der Abschlusstabelle der Vorsaison sortiert.
| Verein                      | Cheftrainer         | seit    |
| --------------------------- | ------------------- | ------- |
| HNK Rijeka                  | Radomir Đalović     | 10/2024 |
| Dinamo Zagreb               | Mario Kovačević     | 06/2025 |
| Hajduk Split                | Gonzalo García      | 07/2025 |
| NK Varaždin                 | Nikola Šafarić      | 12/2023 |
| NK Slaven Belupo Koprivnica | Mario Gregurina     | 06/2025 |
| NK Istra 1961               | Goran Tomić         | 06/2025 |
| NK Osijek                   | Simon Rožman        | 03/2025 |
| Lokomotiva Zagreb           | Mario Cvitanović    | 04/2025 |
| HNK Gorica                  | Mario Carević       | 10/2024 |
| HNK Vukovar 1991            | Gordon Schildenfeld | 11/2024 |